# Snobeffekt
Der Snobeffekt (von engl. Snob: Wichtigtuer) ist ein Mengeneffekt und gehört zu den abnormen Nachfrageverhalten. Dieser Effekt entsteht immer dann, wenn die Konsumenten den Gütern erst ab einer gewissen Exklusivität Beachtung schenken und zusätzlich davon ausgehen, dass das Gut von einer breiten Schicht von Konsumenten nicht erworben wird (engl.: snob-value). Für die Kaufentscheidung ist dabei der Preis eher nebensächlich; entscheidend ist das antizipierte Verhalten anderer Verbraucher.
Damit zählt der Snobeffekt zu den negativen Netzwerkexternalitäten. Die Kaufentscheidung eines Haushalts hängt dann davon ab, wie sich die übrigen Konsumenten verhalten. Je billiger ein Produkt ist, desto geringer ist der Kaufanreiz für den „Snob“.

## Abgrenzung des Begriffes zum Geltungskonsum und Veblen-Effekt
Wegen seines etwas irreführenden Namens wird der Snobeffekt häufig mit dem Geltungskonsum (auch Veblen-Effekt genannt) verwechselt. Beim Geltungskonsum werden Güter wegen ihres höheren Preises bevorzugt; diese Art von Konsum zielt darauf ab, zu zeigen, was man sich leisten kann, um dadurch den sozialen Status zu definieren. Der höhere Preis ist also direkt verantwortlich für die höhere Nachfrage. Beim Snobeffekt dagegen ist die Einzigartigkeit des konsumierten Gutes die entscheidende Größe – der Preis hat darauf nur indirekten Einfluss. Illustrieren lässt sich der Unterschied am Beispiel der ursprünglich nonkonformistischen Mode der Punks: In ihrem Nachfrageverhalten verhielten sich die Punks nach dem Snob-Effekt – sie zielten darauf ab, möglichst anders auszusehen. Mit einem hohen Preis hatte diese Mode dagegen nichts zu tun.
Das Giffen-Paradoxon wiederum bezeichnet ein Phänomen, nach dem in bestimmten Situationen die nachgefragte Menge eines Guts steigt, wenn sich dessen Preis erhöht. Die klassische Annahme besagt, dass die Nachfrage sinkt, wenn der Preis steigt (Gesetz der Nachfrage).

## Erklärung
Normalerweise geht die mikroökonomische Haushaltstheorie davon aus, dass die Wirtschaftssubjekte vollkommen unabhängig voneinander handeln. Beim Snobeffekt ist jedoch eine Abhängigkeit der Konsumentenentscheidungen vorhanden. Das heißt, eine bestimmte Verbrauchergruppe kauft von einem Gut mehr, wenn sie weiß, dass eine andere Verbrauchergruppe von dem Gut weniger kauft. Beispielsweise erwirbt ein Snob einen bestimmten PKW nur dann, wenn er weiß, dass nur er oder wenige andere diesen Wagen besitzen werden. Der Grund für die Kaufentscheidung des Snobs ist nicht grundsätzlich im Preis zu suchen, auch wenn bei den meisten Snobs der Preis die gewünschte Exklusivität sicherstellt. Der Snobeffekt kann als Gegenteil des Mitläufereffekts (auch Bandwagon-Effekt) gesehen werden.
Betrachtet man die entsprechende Nachfragefunktion, so steigt die abgesetzte Gütermenge mit dem Erhöhen des Preises. Wird der Preis jedoch weiter erhöht, so kippt das Nachfrageverhalten wieder, weil der Konsument eventuell nicht bereit ist, den hohen Preis zu bezahlen.
Die daraus resultierende Nachfrageelastizität nennt man auch inverse Nachfrageelastizität.